# Знак номера
Знак номера № — типографское сокращение, восходящее к лат. numero — аблатив (отложительный падеж) от numerus — член, элемент, число и указывающее на порядковый номер.

## Правила набора
- В русской типографике для обозначения порядкового числа предмета (при условии обязательного указания числового значения) в ряду других однородных — номера — употребляется символ №. В тексте знак «№» применяется только с относящимся к нему числом, от которого при наборе отделяется пробельным материалом (например, № 11). Если используются сдвоенные знаки, знак номера не удваивается (например, № 4—9)[1].
- В США номер обозначают знаком решётки — #.
- В англоязычной типографике знак «№» (англ. numero sign) использовался в прошлом, ныне номер обозначается триграфом No. (сокращение более или менее общепринято в Великобритании; также можно и без точки) или # — октоторпом (в литературных изданиях употребляется редко и принят скорее в технических текстах, более распространён в США).
- В немецкой типографике номер обозначается буквами Nr.
- Во французской типографике в XIX веке обозначался как No[2] (и был в таком виде заимствован в Россию); в наши дни национальной типографикой рекомендуется[источник не указан 733 дня] использовать обозначение no (nos для множественного числа), «o» в надстрочном написании для удобства иногда заменяется очень похожим знаком градуса, присутствующим во французской раскладке «AZERTY» (n°).
- В итальянской, испанской и португальской типографиках сохранились способы сокращений, близкие к французскому позапрошлого века (в единственном числе используются No и no, N.o и n.o и N.o и n.o, Nos и т. п. во множественном), но специальный символ не распространён.
- В скандинавских языках используется обозначение nr. или nr:.
- В случае ограниченных возможностей или иных причин знак номера (№) часто неправомерно выводится как латинская буква N.
- В Юникоде имеет код U+2116 (в HTML следует использовать &#x2116; или &#8470;). Знак номера присутствует в кодировке Windows-1251, ему соответствует код 0xB9 (десятичное значение 185).

В России и других русскоязычных странах часто к символу № добавляют сокращение «п/п» («по порядку») для обозначения номера позиции в перечислении (например, № п/п).
В iOS для ввода символа № необходимо зажать символ # (в русской раскладке) и появится выбор символа.